# Bahnstrecke South Spencer–Spencer
| Streckenlänge: | 3,4 km               |                  |                  |
| Spurweite: | 1435 mm (Normalspur) |                  |                  |
| Zweigleisigkeit: | –                    |                  |                  |
| |                      |                  |                  |
| Gesellschaft: | zuletzt Penn Central |                  |                  |
| \| \| \| von Albany \| \| \| \| 0,0 \| South Spencer MA \| South Spencer MA \| \| \| \| nach Worcester \| \| \| \| \| \| \| \| \| 3,4 \| Spencer MA \| Spencer MA \| |                      |                  |                  |
| Strecke |                      | von Albany       | von Albany       |
| ehemaliger Bahnhof | 0,0                  | South Spencer MA | South Spencer MA |
| Abzweig ehemals geradeaus und nach rechts |                      | nach Worcester   | nach Worcester   |
| Brücke über Wasserlauf (Strecke außer Betrieb) |                      |                  |                  |
| Kopfbahnhof Streckenende (Strecke außer Betrieb) | 3,4                  | Spencer MA       | Spencer MA       |

Die Bahnstrecke South Spencer–Spencer (auch Spencer Branch) ist eine Eisenbahnstrecke in Massachusetts (Vereinigte Staaten). Sie ist rund drei Kilometer lang und verläuft im Stadtgebiet von Spencer. Die normalspurige, eingleisige Strecke ist stillgelegt.

## Geschichte
Die 1839 eröffnete Hauptstrecke Worcester–Albany der Boston and Albany Railroad verlief aufgrund der Topographie südlich an der Stadt Spencer vorbei, wo einige Kleinindustrie angesiedelt war. Lokale Investoren gründeten die Spencer Railroad Company und bauten eine Stichstrecke von der Hauptstrecke bis ins Zentrum von Spencer. Sie ging 1879 in Betrieb. Mit der Eröffnung pachtete die Boston&Albany die Bahn und erwarb sie schließlich 1889.
Der Personenverkehr wurde 1933 eingestellt. 1968 übernahm die Penn Central die Bahnstrecke und legte sie 1972 still, nachdem zuletzt nur noch ein einziger Güterkunde bedient wurde.

## Streckenbeschreibung
Die Strecke zweigt aus der Hauptstrecke am Bahnhof South Spencer ab, den sie in östliche Richtung verlässt. Eine Verbindungskurve in Richtung Worcester existierte nicht. Die Trasse biegt kurz nach dem Bahnhof in Richtung Nordosten ab. Sie überquert einen Bach und schlängelt sich durch ein Waldstück von Süden her an die Stadt heran. Das Gelände des Endbahnhofs an der Pearl Street wurde nach der Stilllegung der Strecke überbaut.

## Personenverkehr
Kurz nach der Eröffnung der Strecke fuhren 1881 sieben Zugpaare im Anschluss an Züge auf der Hauptstrecke, die die Strecke in sieben Minuten durchfuhren. Alle Personenzüge pendelten nur auf der Stichstrecke und Fahrgäste mussten in South Spencer umsteigen. Sonntags ruhte der Verkehr auf der Strecke. Anfang des 20. Jahrhunderts wurde die Anzahl der Züge geringfügig erhöht. So fuhren 1910 acht und 1916 neun Zugpaare an Werktagen. Nach dem Ende des Ersten Weltkriegs ging der Personenverkehr bei den Eisenbahnen im ganzen Land rapide zurück und auch auf der Strecke nach Spencer wurden Züge gestrichen, sodass 1920 noch sieben Zugpaare verkehrten.
Auch im Fahrplan von 1932 waren noch sieben werktägliche Zugpaare verzeichnet, im darauffolgenden Jahr fuhren dann sechs bahneigene Busse pro Werktag und Richtung, die für die Strecke 15 Minuten benötigten. Der Schienenersatzverkehr wurde wenige Jahre später ebenfalls eingestellt.